# Куртеян, Александр Александрович
Александр Александрович Куртеян (молд. и рум. Alexandr Curteian, род. 27 сентября 1996, Кишинёв) — молдавский и российский футболист, нападающий, полузащитник.

## Биография
Сын футболиста и тренера Александра Куртеяна. Родился в Кишинёве, с детства проживал в Санкт-Петербурге, где в «Зените» выступал отец. Начал заниматься футболом в школе «Смена», позже вошедшей в систему «Зенита». Занимался в юношеских и юниорских командах петербургских ДЮСШ «Коломяги», «Локомотива», «Динамо». С лета 2013 года — в любительской команде «Русь» СПб. В сезоне 2014/15 провёл два матча за молодёжную команду краснодарской «Кубани». В сентябре 2015 года перешёл в клуб чемпионат Молдавии «Зимбру» Кишинёв, но менее чем через месяц, не сыграв ни одного матча, ушёл из команды. С марта 2017 года был в составе латвийской «Елгавы», провёл один матч в Кубке страны. В августе 2017 года сыграл один матч в чемпионате Крыма за клуб «Рубин Ялта». В марте 2018 года был на просмотре в «Динамо-Авто». 1 апреля подписал контракт с клубом «Сфынтул Георге» Суручены и в тот же день в домашней игре первого тура чемпионата Молдавии против «Динамо-Авто» (0:1) вышел на 79-й минуте. Второй матч сыграл 16 июня в гостевой игре против «Шерифа» (0:4), выйдя на 71-й минуте. С лета 2018 года играл в чемпионате Санкт-Петербурга за клуб «Нева». С августа 2019 года — в команде третьей лиги Словакии «Спишска-Нова-Вес».
Был в заявке юношеской сборной Молдавии.